# Gryllacris rufovaria
Gryllacris rufovaria is een rechtvleugelig insect uit de familie Gryllacrididae. De wetenschappelijke naam van deze soort is voor het eerst geldig gepubliceerd in 1888 door Kirby.